# Kastell Emerkingen
Das Kastell Emerkingen ist ein frührömisches Grenzkastell an der älteren Donaulinie des Raetischen Limes. Es liegt mit dem zugehörigen Vicus als Bodendenkmal auf dem Gebiet der heutigen Ortschaft Emerkingen, einer Gemeinde des Alb-Donau-Kreises in Baden-Württemberg.

## Lage
Das Kastell befindet sich auf einer leichten Anhöhe rund 600 m NNW von Emerkingen, unter den Äckern westlich der nach Munderkingen führenden Straße. In etwa parallel dazu verlief auch in antiker Zeit eine Straßenverbindung, die aus dem Kastell herausführend zu der verkehrsgeographisch und strategisch wichtigen römischen Fernstraße längs der Donau führte, der so genannten „Donausüdstraße“. Diese konnte von der exponierten Lage des Emerkinger Militärlagers aus gut überwacht werden. Ebenso oblag der Besatzung vermutlich die Überwachung einer Donaufurt bei Munderkingen.

## Forschungsgeschichte
Durch zahlreiche Oberflächenfunde war schon Mitte des 19. Jahrhunderts nördlich von Emerkingen eine römische Ansiedlung mit militärischer Präsenz vermutet worden. Die Entdeckung des Lagers gelang aber erst 1913 durch eine kleinere Grabung. Weitere archäologische Ausgrabungen im Kastellbereich erfolgten 1949. In diesem Jahr konnte auch ein zugehörender Vicus nachgewiesen werden.
Immer wieder kam es in den folgenden Jahrzehnten zu kleineren Untersuchungen, zumeist in Form von Not- oder Rettungsgrabungen, die durch den an dieser Stelle stattfindenden Kiesabbau notwendig geworden waren. Inzwischen ist durch den Abbau der Ostteil des Kastells weitestgehend zerstört worden. Eine weitere Bedrohung des Bodendenkmals stellte und stellt die aufkommende Technik des Tiefpflügens für das nur knapp unter der Erdoberfläche liegende Lager dar. Seit dem Beginn der 1980er Jahre fanden deshalb verstärkt Ausgrabungstätigkeiten statt.

## Befunde
Bei dem Emerkinger Militärlager handelt es sich um ein mindestens zweiphasiges Kohortenkastell. Das Kastell wurde vermutlich in claudischer Zeit um das Jahr 45 n. Chr. zunächst als Holz-Erde-Kastell errichtet. Eine zweite, steinerne Bauphase fällt in vespasianische Zeit und kann mit der Reorganisation der Donaugrenze nach den Ereignissen des Vierkaiserjahres um das Jahr 70 in Verbindung gebracht werden. Ein Ende der militärischen Nutzung des Ortes erfolgte im letzten Viertel des 1. nachchristlichen Jahrhunderts, vermutlich im Zusammenhang mit der Vorverlegung des Limes auf die Albgrenze nach der Fertigstellung der Kinzigtalstraße unter Domitian um das Jahr 85.
Das Verbreitungsgebiet der Streu- und Lesefunde lässt eine Ausbreitung des Vicus nördlich und westlich des Kastells erkennen. Das Gräberfeld dürfte sich hingegen in südlicher Richtung befunden haben, konnte jedoch bislang nicht lokalisiert werden. Innerhalb des Vicus wurde ein über 1000 m² großes Bauwerk freigelegt, das wie das Kastell eine Holz- und eine Steinbauphase aufweist. Die Deutung des Gebäudes ist seither umstritten, öffentlicher Speicher, Markthalle oder Sakralbau sind die am häufigsten dargelegten Theorien.
In einer Entfernung von etwa 2,5 km südlich des Kastells und 1,5 km südwestlich von Emerkingen wurde bereits 1860 eine größere Töpferei festgestellt. Sie befindet sich unmittelbar an einer römischen Straße auf einer schwach nach Süden hin abfallenden Geländeterrasse. Insgesamt wurden elf Töpferöfen freigelegt. Das Produktspektrum der Töpferei reichte von groben Reibschalen bis zur feinglasierten Terra Nigra. Der Töpfereibetrieb bestand von der Mitte des 1. bis zur Mitte des 2. nachchristlichen Jahrhunderts.

## Befundsicherung und Fundverbleib
Von allen Emerkinger Befunden ist heute oberflächlich im Gelände nichts mehr wahrnehmbar. Das geborgene Fundmaterial befindet sich zum großen Teil in den Magazinen des Landesmuseum Württemberg sowie im Heimatmuseum Emerkingen, das im so genannten „Römerturm“ untergebracht ist und auch einen Raum beinhaltet, der sich der römischen Vergangenheit des Ortes widmet. Der Turm selbst ist jedoch trotz seines Namens nicht römischen Ursprungs, sondern der ehemalige Bergfried einer Burg aus dem 14. Jahrhundert.

## Denkmalschutz
Das Kastell Emerkingen und die erwähnten Bodendenkmale sind geschützt als Kulturdenkmale nach dem Denkmalschutzgesetz des Landes Baden-Württemberg (DSchG). Nachforschungen und gezieltes Sammeln von Funden sind genehmigungspflichtig, Zufallsfunde an die Denkmalbehörden zu melden.